# Городокский уезд (Витебская губерния)
Городо́кский уе́зд (бел. Гарадоцкі павет) — административная единица в составе Псковской и Полоцкой губерний, Полоцкого наместничества, Белорусской и Витебской губерний, существовавшая в 1772—1923 годах. Центр — город Городок.

## История
Городокский уезд в составе Псковской губернии Российской империи был образован в 1772 году после 1-го раздела Речи Посполитой. В 1776 году уезд был передан в Полоцкую губернию (с 1778 — наместничество). В 1796 году уезд отошёл к Белорусской губернии, а в 1802 — к Витебской. В 1923 году уезд был упразднён.

## Население
По данным переписи 1897 года в уезде проживало 112,0 тыс. чел. В том числе белорусы — 83,6 %; русские — 10,7 %; евреи — 4,7 %. В уездном городе Городок проживало 5023 чел.

## Административное деление
В 1890 году в состав уезда входила 21 волость:
| № п/п | Волость        | Волостное правление | Число селений | Население |
| ----- | -------------- | ------------------- | ------------- | --------- |
| 1     | Бескатовская   | пог. Бескатово      | 89            | 3936      |
| 2     | Болецкая       | д. Болецк           | 135           | 6243      |
| 3     | Веречская      | пог. Веречье        | 23            | 1786      |
| 4     | Вировлянская   | пог. Вировля        | 91            | 4997      |
| 5     | Владимировская | д. Дюдьки           | 29            | 2073      |
| 6     | Войханская     | пог. Войханы        | 88            | 3980      |
| 7     | Вышедская      | д. Дуброва          | 68            | 3675      |
| 8     | Горковская     | д. Сазаны           | 99            | 4245      |
| 9     | Дубининская    | д. Поженки          | 62            | 3893      |
| 10    | Дубокрайская   | д. Дубокрай         | 53            | 4630      |
| 11    | Зайковская     | ус. Зайково         | 58            | 6448      |
| 12    | Козьянская     | с. Козьяны          | 64            | 4387      |
| 13    | Мишневичская   | ус. Мишневичи       | 49            | 3912      |
| 14    | Обольская      | д. Оболь            | 89            | 4873      |
| 15    | Поташенская    | д. Поташки          | 115           | 4377      |
| 16    | Руднянская     | д. Жуково           | 57            | 3766      |
| 17    | Селищенская    | д. Селище           | 94            | 4524      |
| 18    | Стайковская    | с. Свиро (Стайки)   | 37            | 3496      |
| 19    | Старинская     | д. Аскерина         | 93            | 5288      |
| 20    | Тиостянская    | д. Слобода          | 60            | 2159      |
| 21    | Холомерская    | пог. Холомери       | 46            | 3066      |

В 1913 году в уезде также была 21 волость.